# Szvetiszláv Sasics
Szvetiszláv Sasics (* 19. Januar 1948 in Sátoraljaújhely; † 13. Mai 2025 in Budapest) war ein ungarischer Pentathlet.

## Karriere
Sasics erster großer internationaler Erfolg war der Gewinn der Weltmeisterschaft im Jahr 1975, als er mit Tibor Maracskó und Tamás Kancsal in der Mannschaftswertung den ersten Rang belegte.
Bei den Olympischen Spielen im Jahr 1976 in Montreal gewannen Sasics, Maracskó und Kancsal gemeinsam die Bronzemedaille hinter der britischen Mannschaft und der Tschechoslowakei. In der Einzelkonkurrenz kam er nicht über den 18. Platz hinaus.